# Culcitaceae

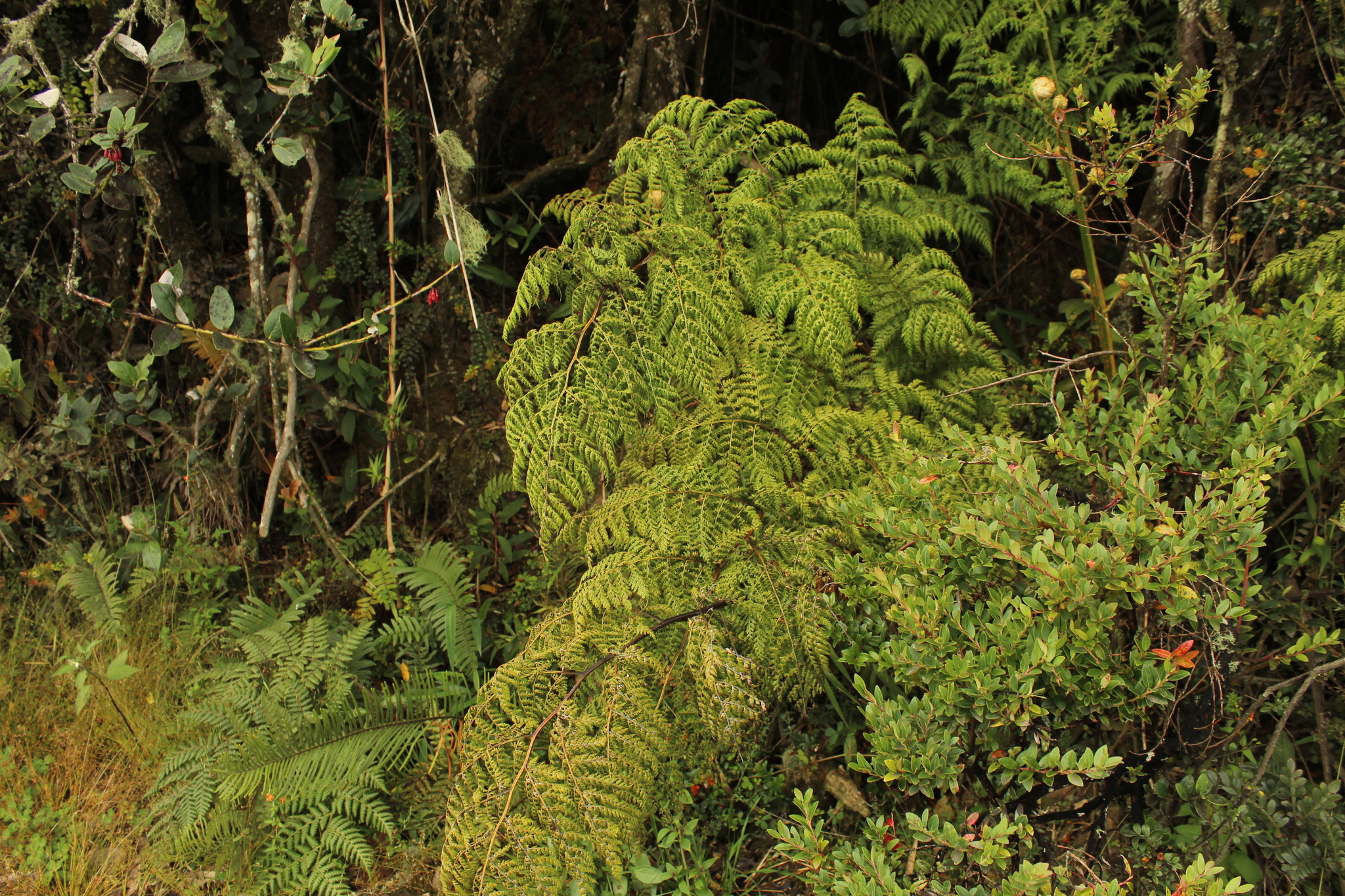
Culcita coniifolia.

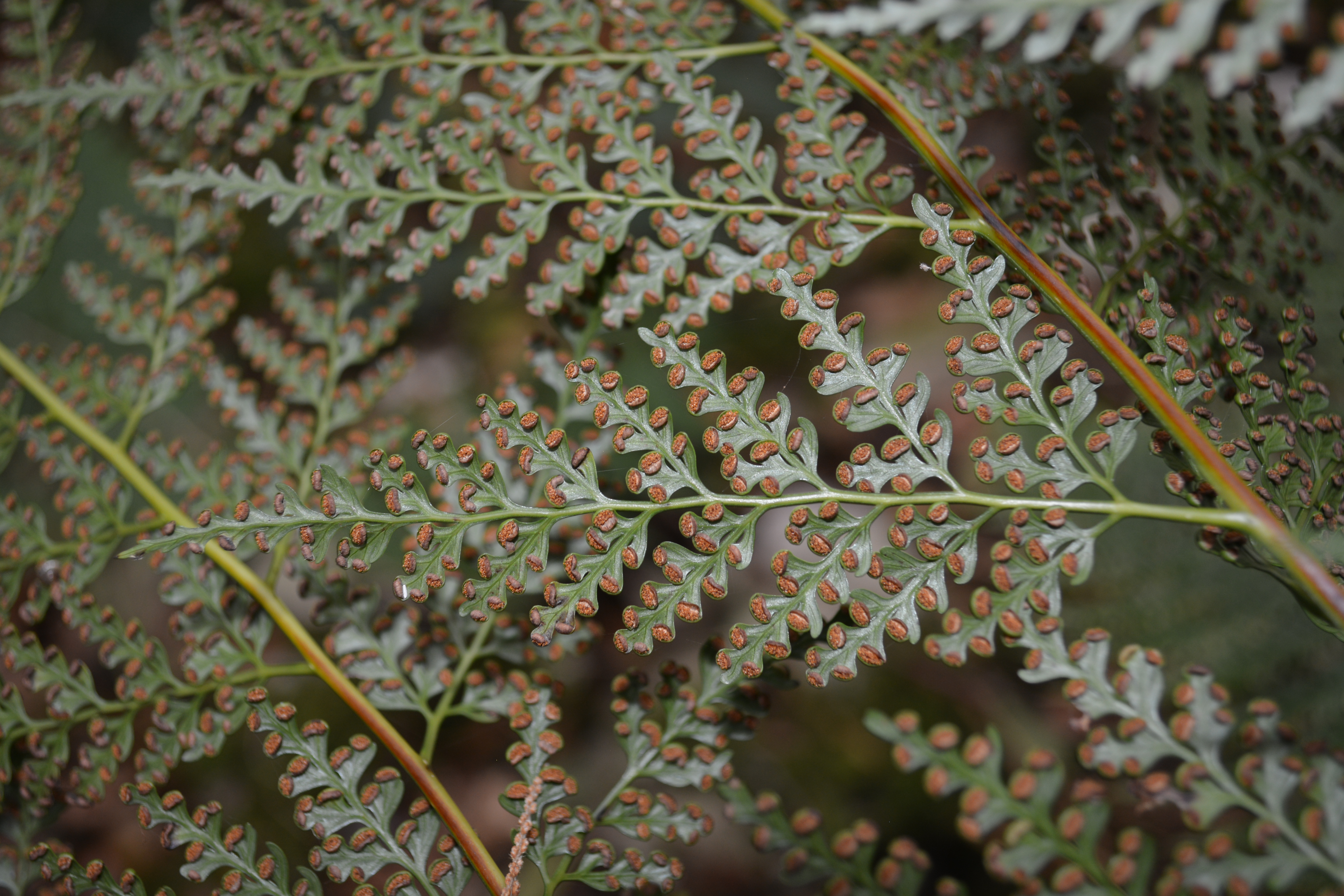
Face inferior de frondes de Culcita macrocarpa.

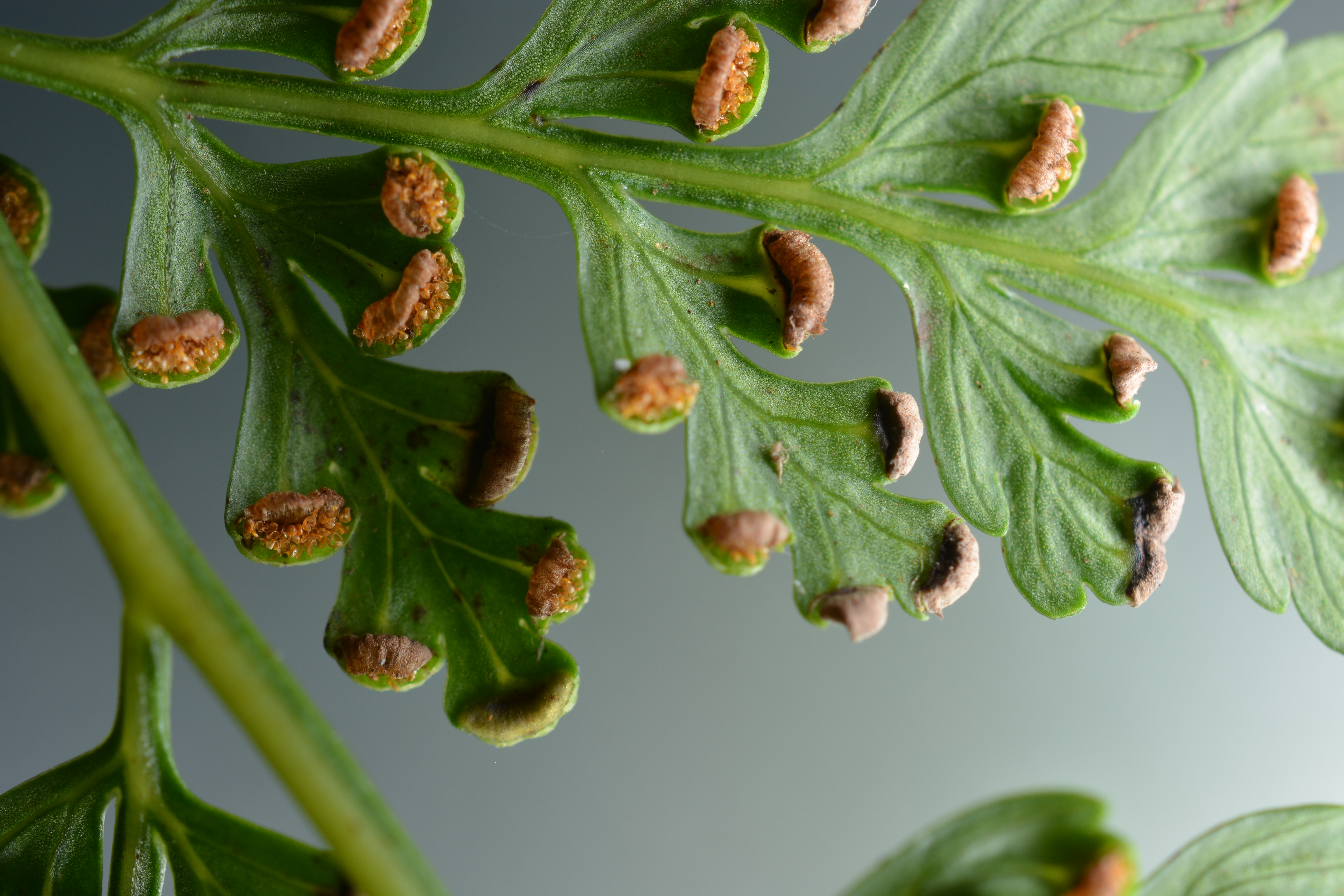
Soros marginais de Culcita macrocarpa.

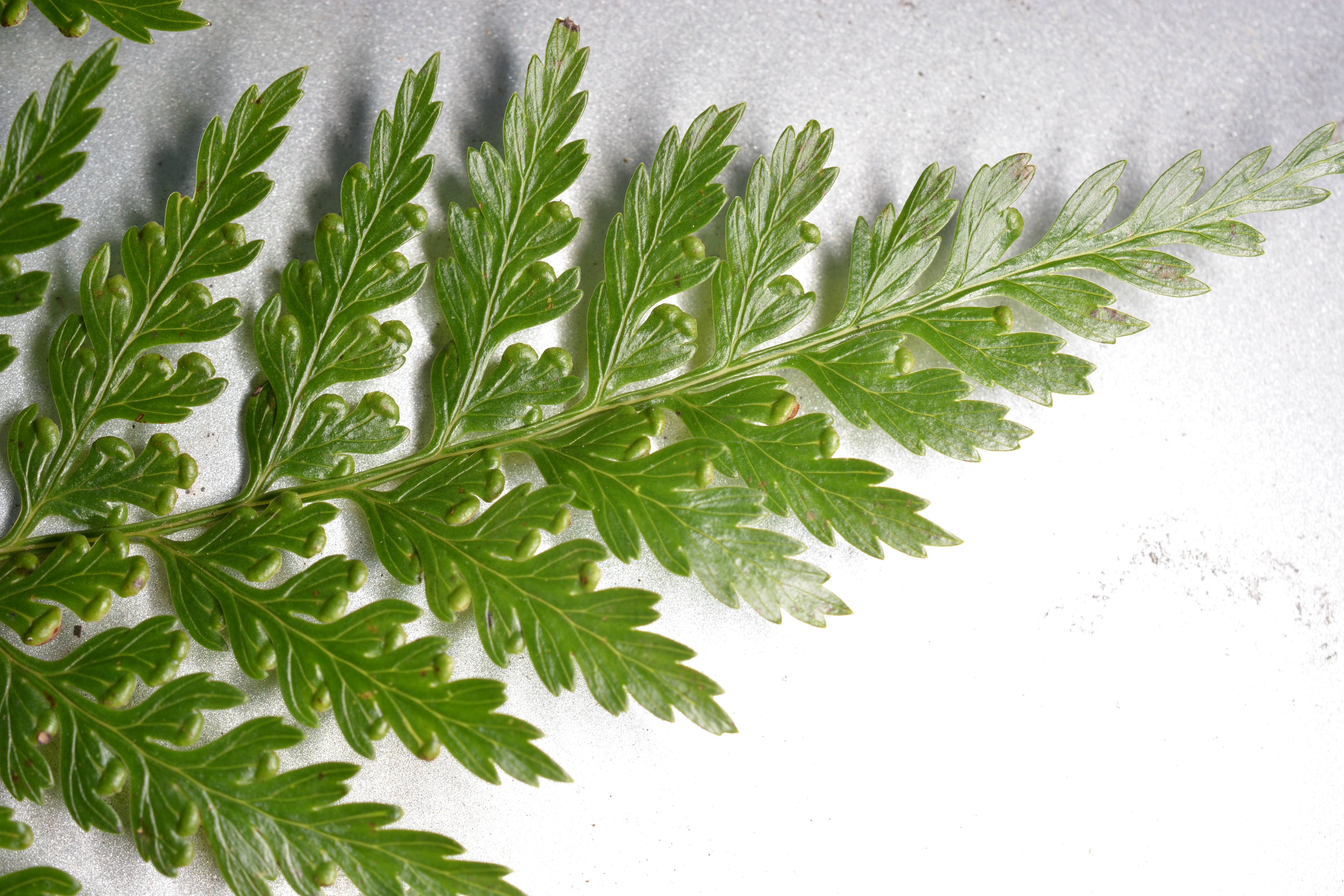
Porção distal de uma fronde de Culcita macrocarpa.

Culcitaceae é uma família monotípica de pteridófitas pertencente à ordem Cyatheales da classe Polypodiopsida, constituída por um único género e duas espécies. O género Culcita é de hábito terrestre, com uma ampla distribuição geográfica que inclui a Macaronésia (Açores, Madeira, Tenerife), a Península Ibérica e o norte do Neotrópico. Especificamente no Brasil, ocorre na região sul e sudeste, presente em vegetação de floresta ombrófila da Mata Atlântica.

## Descrição

### Morfologia
As culcitáceas são plantas vasculares com ciclo de vida haplodiplonte no qual a alternância de gerações é bem marcada, com esporófitos e gametófitos multicelulares e independentes, com esporos como estrutura de dispersão e de resistência. O gametófito é um "talo" (corpo sem diferenciação anatómica), e o esporófito é um "cormo" (com raiz, vergôntea e sistema vascular).
As espécies de Culcita são plantas herbáceas perenes. Os rizomas são rastejantes ou ascendentes. Têm um solenóstele e apresentam tricomas articulados. As características da família levam a que seja tradicionalmente incluída nas pteridófitas, sendo frequentemente consideradas fetos árboreos, embora tenham [[hábito [botânica)|hábito]] tendencialmente rastejante, reduzindo a visibilidade do tronco. 
Por apresentar esporófitos com megáfilos, ou frondes,  a família é incluída entre as Euphyllophyta. A fronde é formada por um pecíolo e uma lâmina, os megafilos são maiores e mais complexos que os microfilos, tendo várias nervuras e caules do tipo sifonostelo e eustelo.
Os rizomas são bem desenvolvidos, prostrados ou sub-retos (não eretos), solenostélicos, com pêlos articulados (septados), longos e densos, que podem ser em tons amarelados. O corte transversal dos pecíolos mostra um feixe vascular afunilado ("gutter-shaped").
As frondes são divididas em pecíolo e lâmina foliar. Os pecíolos sulcados mostram um feixe vascular em forma de sulco quando visto em secção transversal. Ao longo do sulco do pecíolo, glândulas castanhas a castanho-avermelhadas correm em fila dupla ao longo de quase todo o comprimento. Os caules são tão peludos na base como a nervura central. A lâmina foliar é tão comprida como o pecíolo, tem quatro a cinco pinas e é sempre peluda, embora ligeiramente. Os pêlos castanhos, sedosos e brilhantes, têm cerca de 2 centímetros de comprimento, com exceção dos da lâmina, que têm apenas 0,5 a 1 centímetro.
As frondes são grandes, 4-5 pinadas-pinatífidas, glabras (sem tricomas/pelos) a ligeiramente pubescentes (com tricomas/pelos), subcoriáceas. Nervuras livres, geralmente bifurcadas ("forked"). Os soros, estrutura onde os esporângios estão alojados, têm até 3 mm de largura, estão na parte distal (marginal) das nervuras, com paráfises.
As nervuras terminam livremente e são frequentemente bifurcadas. Os soros têm cerca de 3 milímetros de largura, são terminais em relação às nervuras e têm paráfises (filamentos estéreis). O indúsio externo quase não se distingue do tecido foliar, o interno é claramente modificado. Os esporos são tetraédricos-esféricos, globosos e trilobados (estigma dividido em três partes), com marca trilete. Apresentam superfície levemente rugosa, com espínulos. 
Como em Dicksoniaceae, o indúsio apresenta duas valvas. A face externa é apenas diferenciada do tecido da lâmina, mas o indúsio interno é claramente modificado. 
O número cromossómico base é x = 66.

### Distribuição
Culcita é um género de grandes fetos, nativo das Américas, Macaronésia e Península Ibérica. É o único género da família Culcitaceae na classificação do Pteridophyte Phylogeny Group de 2016 (PPG I). Alternativamente, a família pode ser tratada como a subfamília Culcitoideae de uma família  Cyatheaceae muito amplamente definida, colocação que foi usada para o género na base de dados Plants of the World Online.

## Filogenia e sistemática

### Filogenia
Constituída por um único género e duas espécies, é uma família monofilética que já esteve classificada junto com a família Dicksoniaceae por terem características morfologicamente semelhantes. Posteriormente, análises de estudos moleculares informaram que, na verdade, está estreitamente aparentada com Plagiogyriaceae e com o género Calochlaena, com o qual Culcita esteve usualmente associado. Esta relação filogenética é confirmada por caracteres anatómicos, incluindo o hábito de feto arbóreo que caracteriza o género. 
Atualmente, só o género Culcita é descrito para a família Culcitaceae, com apenas espécies: Culcita coniifolia (Hook.) Maxon (1911), na América do Sul; e Culcita macrocarpa Presl (1836), na Península Ibérica e Macaronésia. Contudo, o género Culcita está estreitamente relacionado com as Plagiogyriaceae e, por vezes, foram-lhe atribuídas até dez espécies, a maioria das quais forma atualmente o género Calochlaena na família Dicksoniaceae, comum na região da Australásia.

### Sistemática
O género Culcita foi estabelecido em 1836 por Karel Bořivoj Presl com a espécie tipo Culcita macrocarpa C.Presl em Tentamen Pteridographiae, página 135, placa 5, figura 5. O nome do género Culcita deriva da palavra latina para "almofada" e refere-se quer ao indúsio em forma de almofada quer à pilosidade das bases dos pecíolos. Um sinónimo de Culcita C.Presl é Dicksonia subgen. Balantium Gancho.. A família Culcitaceae Pic.Serm. foi estabelecida em 1970 em Webbia, Volume 24, página 702. Culcita é o único género da família Culcitaceae.
Na sua presente circunscrição taxonómica, apenas duas espécies extantes do género Culcita são consideradas como validamente descritas: uma ocorre na Macaronésia e no sudoeste de Espanha; e a outra nos Neotrópicos. A distribuição natural dessas espécies é a seguintr:
| Imagem | Nome científico                  | Distribuição |
| ------ | -------------------------------- | --- |
|        | Culcita coniifolia (Hook.) Maxon | Bolívia, Brasil Sul, Brasil Sudeste, Colômbia, Costa Rica, Cuba, República Dominicana, Equador, El Salvador, Guatemala, Guiana, Honduras, Jamaica, México, Nicarágua, Panamá, Peru, Venezuela |
|        | Culcita macrocarpa C. Presl      | Açores, Canárias, Madeira, Portugal, Espanha |

O género Culcita contém apenas duas espécies:
- Culcita coniifolia (Hook.) Maxon (sin.: Balantium coniifolium (Hook.) J.Sm., Balantium martianum (Klotzsch) Fée, Culcita schlimensis Fée, Dicksonia coniifolia Hook., Dicksonia martiana Klotzsch ex Hook., Microlepia coniifolia (Hook.) Fée): É muito comum nos Neotrópicos, desde o México, passando pela América Central e pelas ilhas das Caraíbas, até à América do Sul. Existem dados de localidade para os estados mexicanos de Chiapas, Guerrero bem como Oaxaca, Guatemala, Honduras, El Salvador, Nicarágua, Panamá, Cuba, Jamaica, Hispaniola, Costa Rica, os departamentos colombianos de Antioquia, Boyacá, Chocó, Cundinamarca, Huila, Meta, Norte de Santander, Putumayo, Risaralda, Santander e Tolima, Equador, os Departamentos bolivianos Cochabamba, La Paz e Santa Cruz, os estados venezuelanos de Amazonas, Bolívar, Lara, Mèrida, Táchira e Trujillo, Peru, os estados brasileiros de São Paulo, Rio de Janeiro, Paraná, Rio Grande do Sul e Guiana.[1]
- Culcita macrocarpa C.Presl (sin.: Balantium culcita (L´Hér.) Kaulf., Dicksonia culcita L´Hér.): feto-cabelinho ou feto-almofada,[1] ocorre nos Açores (nas ilhas de São Miguel, Terceira, São Jorge, Pico, Faial, Flores e Corvo), na ilha da Madeira, em Tenerife (Canárias) e no sudoeste de Espanha (apenas na região de Algeciras).[1] No norte de Portugal, é um neófito.[1][13]

### Sinonímia
A base de dados taxonómicos World Checklist of Vascular Plants lista os seguintes nomes como não sendo corretos, sendo portanto sinónimos de espécies anteriores ou de espécies transferidas para outros géneros:
- Culcita blepharodes Maxon
- Culcita copelandii (Christ) Maxon
- Culcita dubia (R.Br.) Maxon
- Culcita javanica (Blume) Maxon
- Culcita novae-guineae (Rosenst.) Lellinger
- Culcita pilosa (Copel.) C.Chr.
- Culcita schlimensis Fée
- Culcita straminea (Labill.) Maxon
- Culcita villosa C.Chr.
- Culcita formosae (Christ) Maxon

## Ocorrência no Brasil
Essa família ocorre nos três estados do Sul brasileiro e em três estados do sudeste, especificamente Minas Gerais, Rio de Janeiro e São Paulo.
Não há espécies endémicas, mas a que ocorre no país é a Culcita coniifolia (Hook.) Maxon (1911). 